# Ludwig Ferdinand Wilhelmy

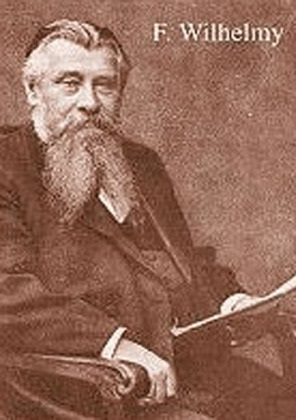

Ludwig Ferdinand Wilhelmy  (* 25. Dezember 1812 in Stargard; † 18. Februar 1864 in Berlin) war ein deutscher Physiker und Physikochemiker. Er veröffentlichte 1850 die erste quantitative Untersuchung der chemischen Kinetik.
Wilhelmy studierte an der Universität Berlin Pharmazie und übernahm dann die Apotheke seines Vaters in Stargard. Da er wissenschaftlich arbeiten wollte, verkaufte er 1843 seine Apotheke und studierte in Berlin, Gießen und  Heidelberg Chemie und Physik. 1846 wurde er in Heidelberg promoviert (Die Wärme, als Maß der Kohäsion). Danach war er in Italien und in Paris, wo er die Vorlesungen von Henri Victor Regnault hörte. 1849 bis 1854 war er Privatdozent in Heidelberg (wo er über die Drehung der Polarisationsebene in verschiedenen Substanzen und Wärmestrahlung forschte), lebte ein halbes Jahr in München und war dann Privatgelehrter in Berlin, wo er sich mit Philosophie, Physik und Mathematik befasste.
Wilhelmy studierte die Zerlegung von Rohrzucker durch Säuren in eine Mischung von Fructose und Glucose, was er mit einem Polarimeter beobachtete. Die Reaktion beschrieb er mit einer Differentialgleichung und er fand, dass die Reaktionsrate proportional zur Konzentration von Rohrzucker und Säure war. Außerdem untersuchte er den Einfluss der Temperatur. Zu seiner Zeit fanden die Untersuchungen relativ wenig Aufmerksamkeit, sondern erst mit Arbeiten von Jacobus Henricus van ’t Hoff und Svante Arrhenius Ende des 19. Jahrhunderts.
Ähnliche Versuche unternahm Marcelin Berthelot mit Péan de Saint-Gilles bei der Esterhydrolyse Anfang der 1860er Jahre, was Einfluss auf die Entstehung des Massenwirkungsgesetzes bei Cato Maximilian Guldberg und Peter Waage (1864) hatte (deren Arbeit aber auch lange wenig beachtet wurde).
Nach ihm ist auch eine Methode zur Messung der Oberflächenspannung benannt (Wilhelmy-Platte, Wilhelmy-Gleichung), wobei eine dünne Platte (die von der Flüssigkeit vollkommen benetzt wird) aus der Flüssigkeit gezogen wird und die Kraft gemessen wird.
Als Student nahm er am Physikalischen Kolloquium von Heinrich Magnus in Berlin teil und gründete 1845 mit anderen Teilnehmern den Vorläufer der Deutschen Physikalischen Gesellschaft. Bei der Rückkehr nach Berlin war er wieder in der Gesellschaft aktiv und stiftete 1855 einen Preis für die Beantwortung der Frage nach dem mechanischen Wärmeäquivalent. Der Preis ging 1857 an Gustav-Adolf Hirn in Logelbach bei Colmar (Preisrichter war unter anderem Rudolf Clausius). Er befreundete sich mit Georg Quincke (später Professor in Heidelberg) und betrieb mit ihm 1860 bis 1864 in seinem Haus am Anhaltischen Tor in Berlin ein privates Physiklabor. Außerdem hatte Wilhelmy als Sommersitz eine Villa in Heidelberg. Dort und in seinem Berliner Haus unternahm er seine Versuche zur Kapillarität, die er nicht alle vollenden konnte, da er überraschend 1864 an Lungenentzündung starb.

## Schriften
- Ludwig Wilhelmy: Ueber das Gesetz, nach welchem die Einwirkung der Säuren auf den Rohrzucker stattfindet (1850), Ostwalds Klassiker 29, Leipzig 1891, mit Lebenslauf von Georg Quincke, Archive,   (zuerst Annalen der Physik und Chemie 81, S. 413-433 und S. 499-532 (1850))